# Campeonato Mundial de Halterofilismo de 1955
O 32º Campeonato Mundial de Halterofilismo foi realizado em Munique, na Alemanha Ocidental entre 12 a 16 de outubro de 1955. Participaram 108 halterofilistas de 25 nacionalidades. Essa edição foi realizada em conjunto com o Campeonato Europeu de Halterofilismo de 1955. 

## Medalhistas
| Evento                     | Ouro                                 | Ouro     | Prata                                | Prata    | Bronze                      | Bronze   |
| -------------------------- | ------------------------------------ | -------- | ------------------------------------ | -------- | --------------------------- | -------- |
| Galo (56 kg)               | Vladimir Stogov · União Soviética    | 335,0 kg | Charles Vinci · Estados Unidos       | 317,5 kg | Mahmoud Namjoo Irão         | 312,5 kg |
| Pena (60 kg)               | Rafael Chimishkyan · União Soviética | 350,0 kg | Ivan Udodov · União Soviética        | 345,0 kg | Kamal Mahgoub · Egito       | 327,5 kg |
| Leve (67,5 kg)             | Nikolay Kostylev · União Soviética   | 382,5 kg | Said Khalifa Gouda · Egito           | 365,0 kg | Nil Tun Maung Birmânia      | 355,0 kg |
| Médio (75 kg)              | Pete George · Estados Unidos         | 405,0 kg | Fyodor Bogdanovsky · União Soviética | 405,0 kg | Ingemar Franzén · Suécia    | 372,5 kg |
| Meio-pesado-leve (82,5 kg) | Tommy Kono · Estados Unidos          | 435,0 kg | Vasilijs Stepanovs · União Soviética | 425,0 kg | Jim George · Estados Unidos | 402,5 kg |
| Meio-pesado (90 kg)        | Arkady Vorobyov · União Soviética    | 455,0 kg | Clyde Emrich · Estados Unidos        | 427,5 kg | Hassan Rahnavardi Irão      | 425,0 kg |
| Pesado (+ 90 kg)           | Paul Anderson · Estados Unidos       | 512,5 kg | James Bradford · Estados Unidos      | 475,0 kg | Eino Mäkinen · Finlândia    | 422,5 kg |

## Quadro de medalhas
| Ordem | País            | Medalha de ouro | Medalha de prata | Medalha de bronze | Total |
| ----- | --------------- | --------------- | ---------------- | ----------------- | ----- |
| 1     | União Soviética | 4               | 3                | 0                 | 7     |
| 2     | Estados Unidos  | 3               | 3                | 1                 | 7     |
| 3     | Egito           | 0               | 1                | 1                 | 2     |
| 4     | Irão            | 0               | 0                | 2                 | 2     |
| 5     | Birmânia        | 0               | 0                | 1                 | 1     |
| 5     | Finlândia       | 0               | 0                | 1                 | 1     |
| 5     | Suécia          | 0               | 0                | 1                 | 1     |
| Total | Total           | 7               | 7                | 7                 | 21    |